# Лёкат
Лёка́т (фр. Leucate) — коммуна во Франции, находится в регионе Лангедок — Руссильон. Департамент коммуны — Од. Входит в состав кантона Сижан. Округ коммуны — Нарбонна.
Код INSEE коммуны — 11202.

## Население
Население коммуны на 2008 год составляло 3858 человек.
| 1962 | 1968 | 1975 | 1982 | 1990 | 1999 | 2008 |
| ---- | ---- | ---- | ---- | ---- | ---- | ---- |
| 1077 | 1233 | 1244 | 1968 | 2177 | 2732 | 3858 |

## Экономика
В 2007 году среди 2214 человек в трудоспособном возрасте (15—64 лет) 1295 были экономически активными, 919 — неактивными (показатель активности — 58,5 %, в 1999 году было 64,7 %). Из 1295 активных работали 1034 человека (557 мужчин и 477 женщин), безработных было 261 (118 мужчин и 143 женщины). Среди 919 неактивных 121 человек были учениками или студентами, 545 — пенсионерами, 253 были неактивными по другим причинам.

## Достопримечательности
- Лагуна Лёкат
- Маяк на мысе Лёкат
- Форт Лёкат
- Пещера Фей
- Редут Ла-Франкье
- Военный мемориал
- Железнодорожная станция Лёкат — Ла-Франкье

## Фотогалерея

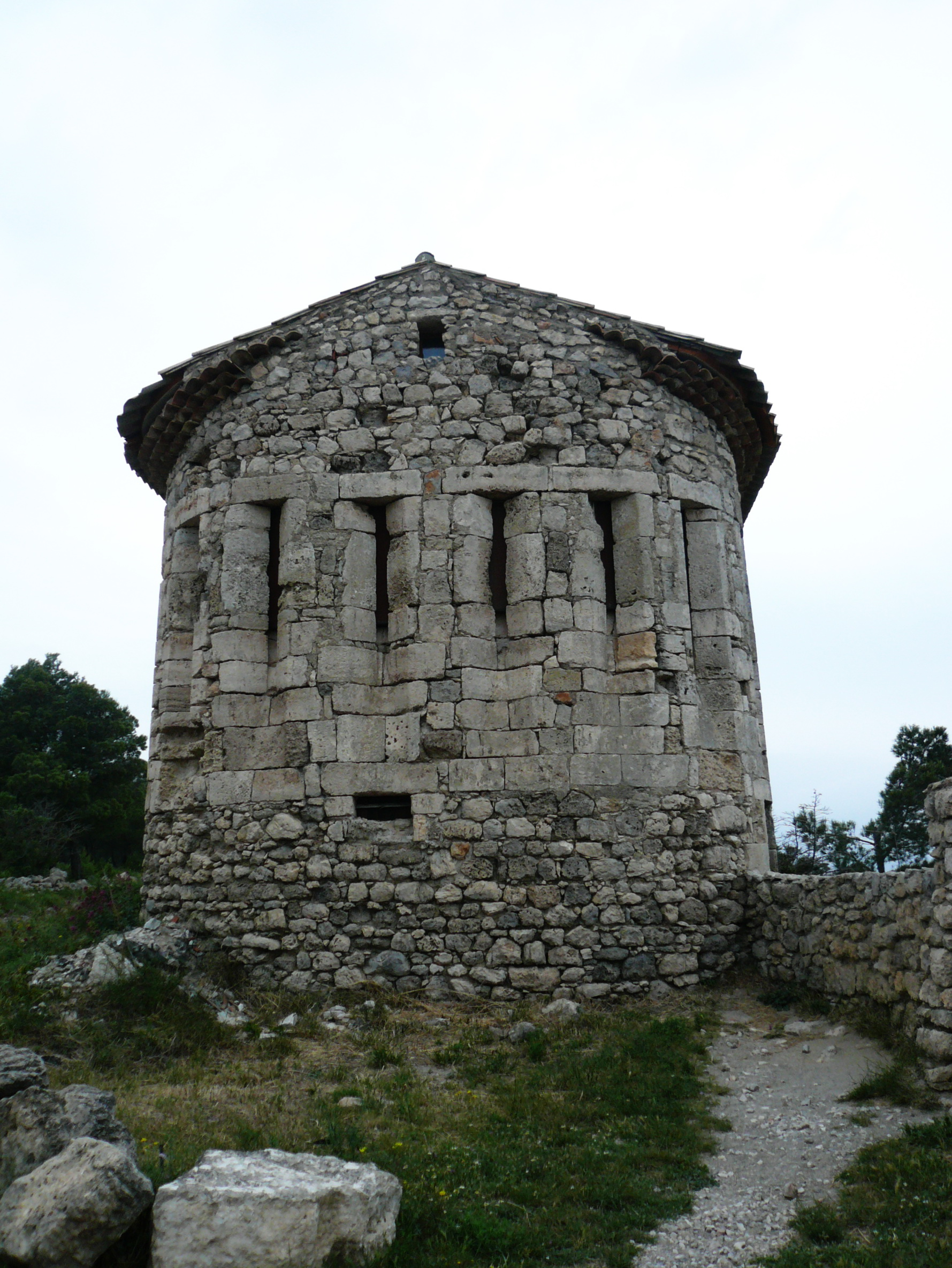
Редут Ла-Франкье
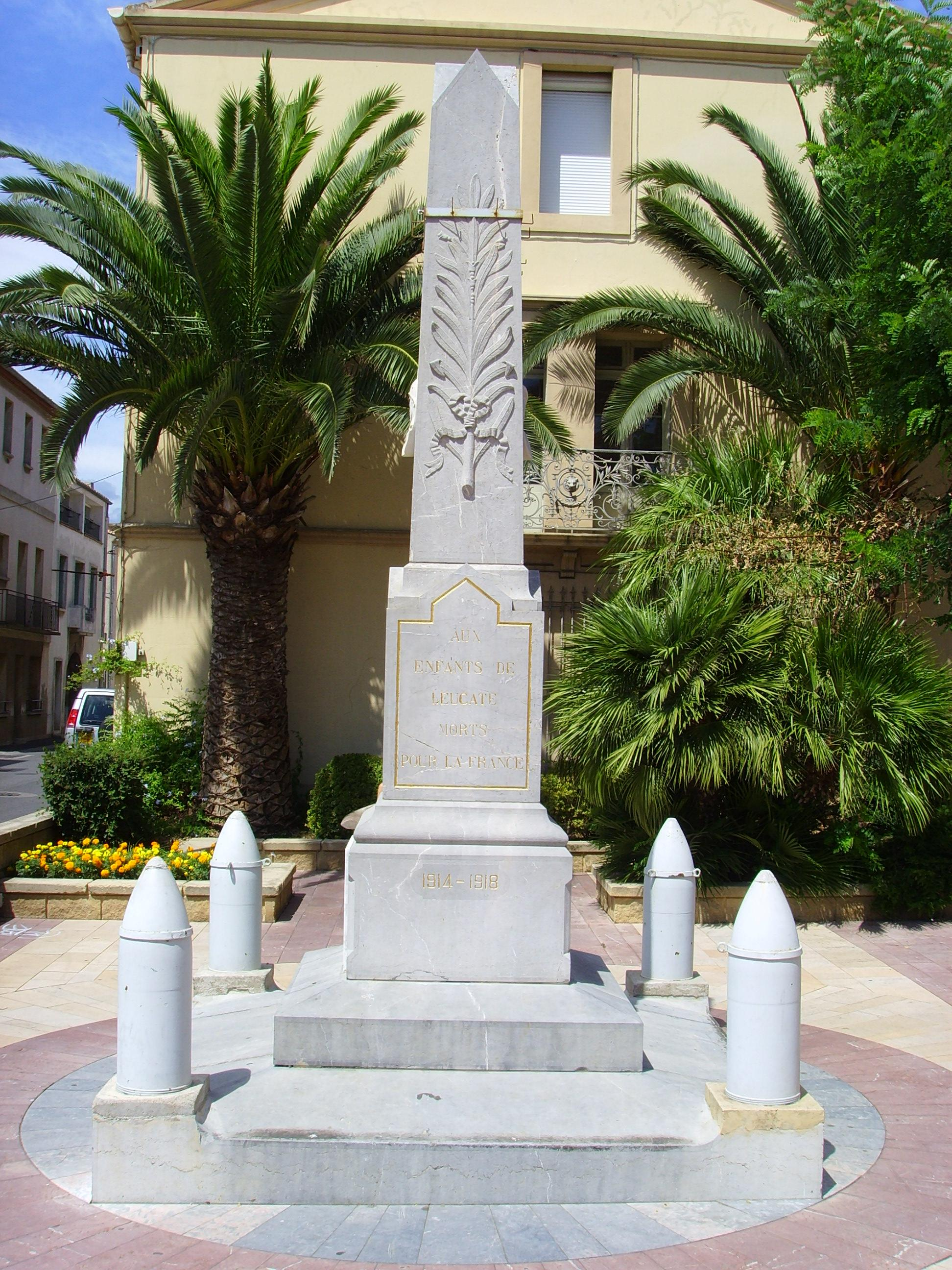
Военный мемориал
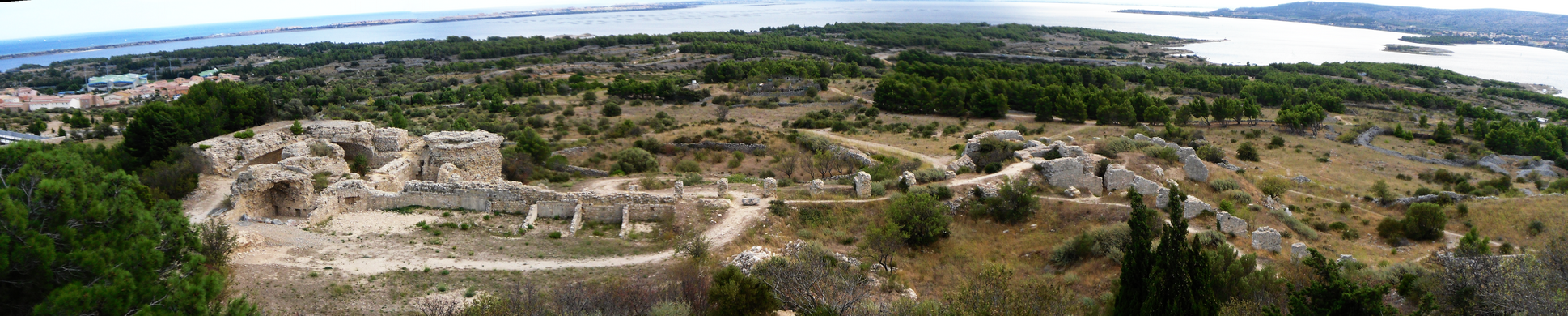
Форт Лёкат
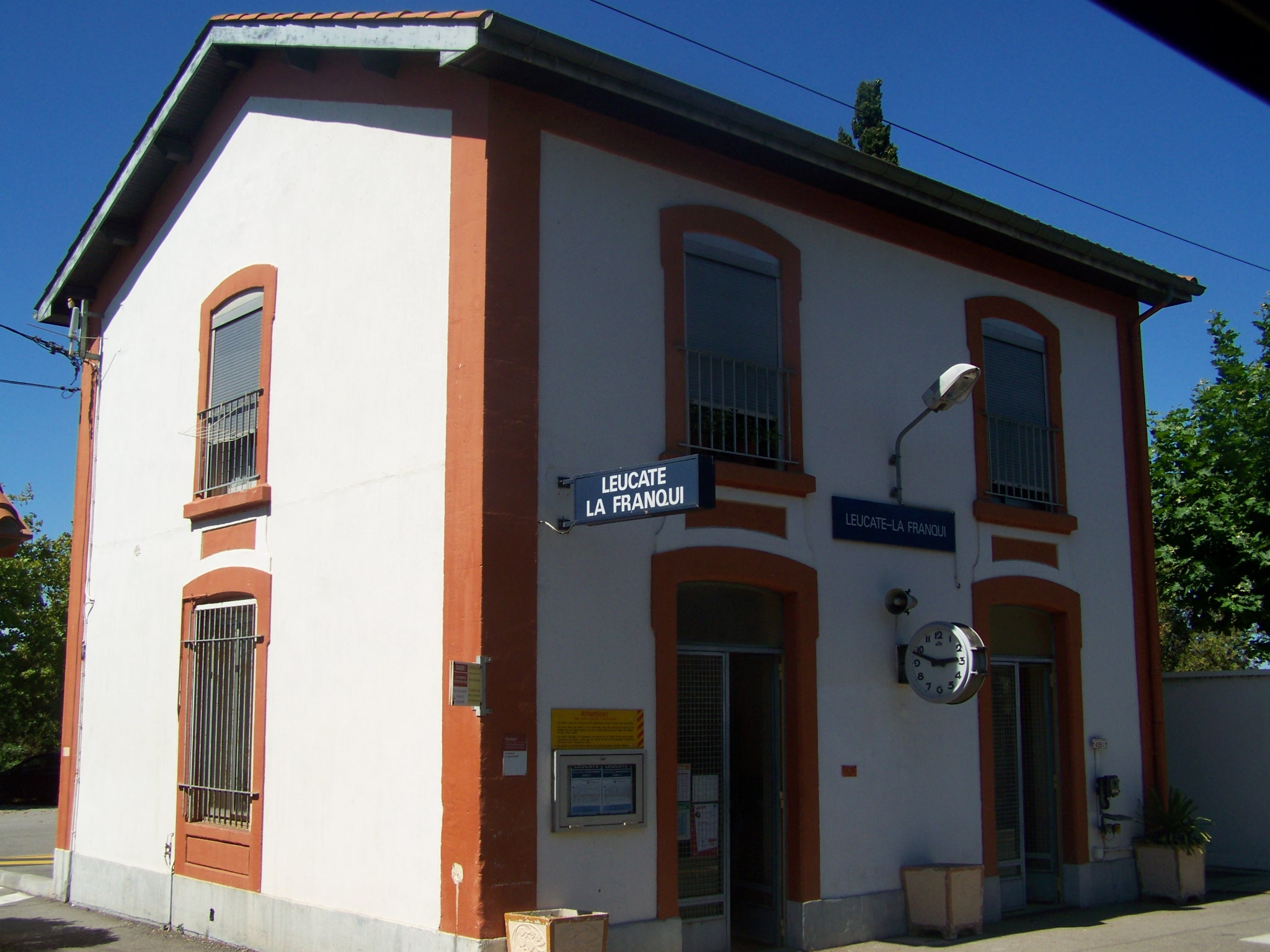
Здание ж/д станции